# Jean-Charles Pichegru

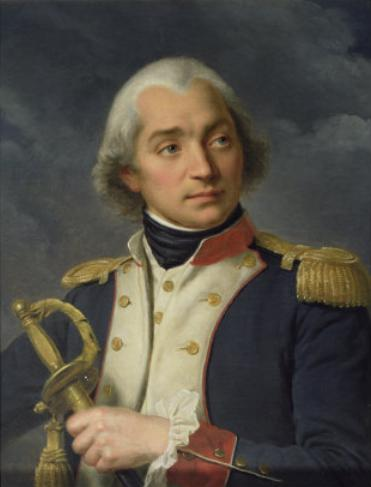
Jean-Charles Pichegru.

Jean-Charles Pichegru, född 16 februari 1761 i Les Planches-près-Arbois, död 6 april 1804 i Paris, var en fransk general verksam under Revolutionskrigen. 

## Biografi
Pichegru utbildades vid militärskolan i Brienne-le-Château, blev underlöjtnant 1783 och anslöt sig till franska revolutionen, under vilken han gjorde en snabb karriär och 1793 blev kommenderande för Rhen-Moselarmén. År 1794 blev han befälhavare över Nordarmén, med vilken han 1794-1795 erövrade Nederländerna. 
Pichegru var en kraftfull, hänsynslös personlighet. Han kuvade 1 april 1795 ett sanculotteuppror i Paris. Vid denna tid i höjden på sin berömmelse tog han kontakt med Louis Joseph av Bourbon som representant för de kungatrogna franska emigranterna. På grund av misstankar om kontrarevolutionära sympatier fråntogs han sitt kommando men blev 1797 president för de femhundras råd, där han som ledare för rojalisterna planerade en kupp. I samband med Paul Barras kupp 4 september 1797 arresterades Pichegru och blev deporterad till Franska Guyana, men lyckades året efter fly till Storbritannien, varifrån han i augusti 1803 tillsammans med emigrantledaren Georges Cadoudal återvände till Paris för att leda ett uppror mot Napoleon I. Pichegru försökte vinna Jean Victor Marie Moreau för företaget men blev arresterad och begick självmord i fängelset.